# La Represa, Veracruz
La Represa är en ort i Mexiko.   Den ligger i kommunen Zentla och delstaten Veracruz, i den sydöstra delen av landet, 250 km öster om huvudstaden Mexico City. La Represa ligger 632 meter över havet och antalet invånare är 233.
Terrängen runt La Represa är kuperad västerut, men österut är den platt. Terrängen runt La Represa sluttar österut. Runt La Represa är det ganska tätbefolkat, med 90 invånare per kvadratkilometer. Närmaste större samhälle är Paso del Macho, 10,3 km söder om La Represa. I omgivningarna runt La Represa växer huvudsakligen savannskog.